# Chekhovichita
La chekhovichita és un mineral de la classe dels òxids. Rep el nom en honor de Sergei Konstantinovich Chekhovich (Сергея Константинович Чехович) (1917-1997), mineralogista, professor de l'Institut Politècnic d'Alma Ata, al Kazakhstan.

## Característiques
La chekhovichita és un òxid de fórmula química Bi₂Te4+₄O11. Va ser aprovada com a espècie vàlida per l'Associació Mineralògica Internacional l'any 1987. Cristal·litza en el sistema monoclínic. La seva duresa a l'escala de Mohs és 4.
L'exemplar que va servir per a determinar l'espècie, el que es coneix com a material tipus, es troba conservat a les col·leccions del Museu Mineralògic Fersmann, de l'Acadèmia de Ciències de Rússia, a Moscú (Rússia), amb el número de registre: 88052.

## Formació i jaciments
Va ser descrita a partir de mostres obtingudes en tres indrets: la mina Zod, a Vardenis (Armènia), el dipòsit del nord d'Aksu, al Kazakhstan, i el dipòsit d'or de Zhana-Tyube, a la regió d'Akmola, també al Kazakhstan. També ha estat descrita al complex Coldwell, a Ontario (Canadà), i a la mina Trixie, a l'estat d'Utah (Estats Units).